# Azenia templetonae
Azenia templetonae là một loài bướm đêm trong họ Noctuidae.